# Indolpium asiaticum
Indolpium asiaticum är en spindeldjursart som beskrevs av E.N. Murthy och Taracad Narayanan Ananthakrishnan 1977. Indolpium asiaticum ingår i släktet Indolpium och familjen Olpiidae. Inga underarter finns listade i Catalogue of Life.